# كيني جاي
كيني جاي (بالإنجليزية: Kenny Benkowski)‏ هو مصارع محترف أمريكي، ولد في 27 مارس 1937 في هولدينغفورد في الولايات المتحدة. توفي في 2 فبراير 2023.

## وصلات خارجية
- كيني جاي على موقع CageMatch worker (الإنجليزية)
- كيني جاي على موقع IMDb (الإنجليزية)